# Friedrich Teller
Friedrich Josef Teller (* 28. August 1852 in Karlsbad, Böhmen; † 10. Januar 1913 in Wien) war ein österreichischer Paläontologe und Geologe.

## Leben
Er war der Sohn des Karlsbader Gürtlermeister Franz Teller und dessen Ehefrau Maria geborene Mader. Teller studierte an der Universität Wien Naturwissenschaften, wo er besonders Anatomie, Zoologie und Geologie bei Eduard Sueß (dessen Assistent er war) studierte. 1875/76 nahm er an der geologischen Erkundung Griechenlands unter Melchior Neumayr teil (Chios, Euböa, Küstengebirge von Thessalien). Ab 1877 war er bei der k. k. Geologischen Reichsanstalt. 1897 wurde er dort k. k. Bergrat und 1900 Chefgeologe.
An der Reichsanstalt kartierte er vor allem in den Alpen, beginnend mit den Gletschergebieten der Ötztaler Alpen und Stubaier Alpen bis zum  Großglockner. 1864 wechselte er von den Ostalpen in die Südalpen (Karawanken, Steiner Alpen, Triglav). Er stellte auch geologische Untersuchungen im Vorfeld und beim Bau der Bahnstrecke von Klagenfurt nach Triest an (mit vielen Tunneln).
Als Paläontologe beschrieb er unter anderem einen Lungenfisch (Ceratodus) aus der Ober-Trias (Lunz-Formation), einen Tapir aus der Süd-Steiermark und Anthracotherien aus der Steiermark und Dalmatien.
1898 wurde er Mitglied der Leopoldina. 1902 wurde er korrespondierendes und 1912 wirkliches Mitglied der Österreichischen Akademie der Wissenschaften. Er war Ehrendoktor in Czernowitz. 1911 erhielt er das Offizierskreuz des St. Joseph Ordens.
Einen Ruf als Professor für Paläontologie an die Universität Wien schlug er aus.